# Деобанд
Деобанд (гінді देवबंद, урду دیوبند, англ. Deoband) — місто в індійському штаті Уттар-Прадеш. 

## Географія
Місто розташовано на північному заході штату Уттар-Прадеш, за 150 км від Нью-Делі.

## Клімат
Клімат у місті вологий субтропічний.
| Кліматограма Деобанда                                                                  | Кліматограма Деобанда | Кліматограма Деобанда | Кліматограма Деобанда | Кліматограма Деобанда | Кліматограма Деобанда | Кліматограма Деобанда | Кліматограма Деобанда | Кліматограма Деобанда | Кліматограма Деобанда | Кліматограма Деобанда | Кліматограма Деобанда |
| -------------------------------------------------------------------------------------- | --------------------- | --------------------- | --------------------- | --------------------- | --------------------- | --------------------- | --------------------- | --------------------- | --------------------- | --------------------- | --------------------- |
| С                                                                                      | Л                     | Б                     | К                     | Т                     | Ч                     | Л                     | С                     | В                     | Ж                     | Л                     | Г                     |
| 73 17 9                                                                                | 141 21 9              | 36 26 13              | 39 35 18              | 19 36 21              | 103 32 23             | 262 28 23             | 388 26 22             | 155 28 22             | 21 28 18              | 2 24 12               | 11 21 8               |
| Середня макс. і мін. температури повітря (°C) Атмосферні опади (мм), за рік : 1250 мм. |                       |                       |                       |                       |                       |                       |                       |                       |                       |                       |                       |

## Демографія
За даними 2011 року чисельність населення становила 97 037 осіб, з яких 53 538 чоловіків та 43 499 — жінки, співвідношення — 812 жінок на 1000 чоловіків. Рівень грамотності дорослого населення становив 74,68% (середній показник у Індії — 73,00%).
Найпоширеніші мови в місті — гінді та урду. Найпоширеніші релігії серед містян — іслам (67,037 %), індуїзм (27,87 %), християнство (0,25%).
Динаміка чисельності населення міста за роками:
| 2001   | 2007     | 2011     |
| ------ | -------- | -------- |
| 81 706 | 88 171 ▲ | 97 037 ▲ |

## Освіта
У місті функціонує найбільший ісламський навчальний центр «Даруль-Улюм Деобанд», заснований 30 травня 1866 року. Він займає в неофіційному рейтингу мусульманських навчальних закладів світу друге місце після університету «Аль-Азгар» в Каїрі.